# Армешешть (Яломіца)
Армешешть, Армешешті (рум. Armășești) — село у повіті Яломіца в Румунії. Входить до складу комуни Армешешть.
Село розташоване на відстані 51 км на північний схід від Бухареста, 65 км на захід від Слобозії, 136 км на південний захід від Галаца, 126 км на південний схід від Брашова.

## Населення
За даними перепису населення 2002 року у селі проживали 605 осіб.
Національний склад населення села:
| Національність | Кількість осіб | Відсоток |
| -------------- | -------------- | -------- |
| румуни         | 589            | 97,4%    |
| цигани         | 16             | 2,6%     |

Рідною мовою назвали:
| Мова      | Кількість осіб | Відсоток |
| --------- | -------------- | -------- |
| румунська | 590            | 97,5%    |
| циганська | 15             | 2,5%     |